# Krimgotiska

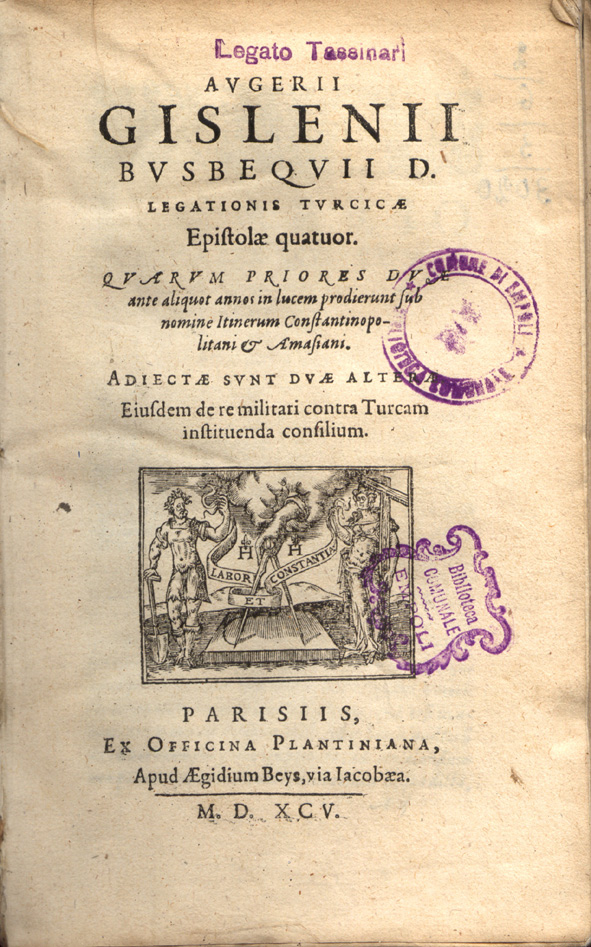
De tuskiska breven, av Ogier Ghislain de Busbecq, innehåller den enda bevarade krimgotiska ordlistan.

Krimgotiska är ett utdött östgermanskt språk, som hade utvecklats från det gotiska språket. Det talades av krimgoterna på Krim fram till 1700-talet.
Krimgotiska blev bekant för vetenskapen genom de av flamländske ambassadören Ogier Ghislain de Busbecq, verksam i det Osmanska riket, gjorda uppteckningarna. Dessa utgörs av 86 olika ord och uttryck, däribland räkneorden: ita, tua, tria, fyder, fynf, seis etc., släktskapsord som bruder "broder", schuuester "syster", benämningar på kroppsdelar: oeghene "ögon", hända "hand", hoef "huvud", plut "blod" m.fl., namn på andra alldagliga begrepp och föremål (ada "ägg", broe "bröd", mine "måne" etc.) samt några få fraser. Urvalet är gjort med god urskillning, men ortografin lider, som naturligt är, av inkonsekvens och onöjaktighet. 
Krimgotiska anses av nära nog alla som ett östgermanskt språk som utvecklats från gotiska - detta på grund av dess fonologiska egenheter: ordet ada, ägg, uppvisar den typiskt gotiska "förstärkningen" av urgermanska *-jj- till -ddj-, när nordgermanska språk omvandlar *-jj- till -ggj-, jfr. svenska ägg, och västgermanska bibehåller -jj-, jfr. tyska Ei.

## Exempel
En kort sångtext på krimgotiska, från Busbeqcs brev:

(Busbecq har tyvärr inte bifogat översättning eller tolkning av texten.)
Wara wara ingdolou

Scu te gira Galizu.

Hoemisclep dorbiza ea.